# Walter Kohn
Walter Kohn (Viena, 9 de março de 1923 – Santa Bárbara, 19 de abril de 2016) foi um químico austríaco-estadunidense. Foi agraciado com o Nobel de Química de 1998.

## Vida
Físico teórico e químico teórico austríaco-americano. Ele foi premiado, com John Pople, o Prêmio Nobel de Química em 1998. O prêmio reconheceu suas contribuições para o entendimento das propriedades eletrônicas dos materiais. Em particular, Kohn desempenhou o papel principal no desenvolvimento da teoria do funcional da densidade, que tornou possível calcular a estrutura eletrônica da mecânica quântica por equações envolvendo a densidade eletrônica (em vez da função de onda de muitos corpos). Essa simplificação computacional levou a cálculos mais precisos em sistemas complexos, bem como a muitos novos insights, e tornou-se uma ferramenta essencial para a ciência dos materiais, física de fase condensada e física química de átomos e moléculas.

## Publicações selecionadas

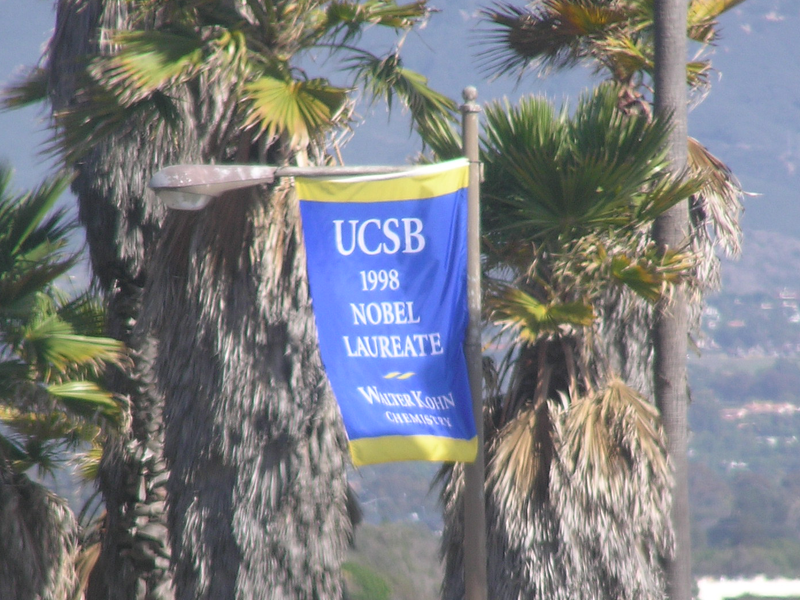
Banner comemorativo ao Nobel de Química de Walter Kohn, em um poste de luz da Universidade da Califórnia em Santa Bárbara

- W. Kohn, "An essay on condensed matter physics in the twentieth century," Reviews of Modern Physics, Vol. 71, No. 2, pp. S59–S77, Centenary 1999. APS
- W. Kohn, "Nobel Lecture: Electronic structure of matter — wave functions and density functionals," Reviews of Modern Physics, Vol. 71, No. 5, pp. 1253–1266 (1999). APS
- D. Jérome, T.M. Rice, and W. Kohn, "Excitonic Insulator," Physical Review, Vol. 158, No. 2, pp. 462–475 (1967). APS
- P. Hohenberg, and W. Kohn, "Inhomogeneous Electron Gas," Physical Review, Vol. 136, No. 3B, pp. B864–B871 (1964). APS
- W. Kohn, and L. J. Sham, "Self-Consistent Equations Including Exchange and Correlation Effects," Physical Review, Vol. 140, No. 4A, pp. A1133–A1138 (1965). APS
- W. Kohn, and J. M. Luttinger, "New Mechanism for Superconductivity," Physical Review Letters, Vol. 15, No. 12, pp. 524–526 (1965). APS
- W. Kohn, "Theory of the Insulating State," Physical Review, Vol. 133, No. 1A, pp. A171–A181 (1964). APS
- W. Kohn, "Cyclotron Resonance and de Haas-van Alphen Oscillations of an Interacting Electron Gas," Physical Review, Vol. 123, pp. 1242–1244  (1961). APSBanner comemorativo ao Nobel de Química de Walter Kohn, em um poste de luz da Universidade da Califórnia em Santa Bárbara